# Kärve (matematik)
I matematiken är en kärve en struktur som varierar på ett kontinuerligt sätt över ett topologiskt rum.
Exempel på vanliga strukturer är abelska grupper, mängder och ringar. Kärvar är ett fundamentalt verktyg i all global geometri.

## Definition
En kärve av abelska grupper på ett topologiskt rum X är en funktion F som till varje öppen mängd U i X associerar en abelsk grupp F(U) samt till varje inklusion av öppna mängder {\displaystyle U\rightarrow V}
associerar en homomorfi av abelska grupper {\displaystyle F(V)\rightarrow F(U)}, så att följande axiom är satisfierade:
1. Om {\displaystyle U_{1}\subseteq U_{2}\subseteq U_{3}} samt {\displaystyle f_{31}\colon F(U_{3})\rightarrow F(U_{1})}, {\displaystyle f_{32}\colon F(U_{3})\rightarrow F(U_{2})} och {\displaystyle f_{21}\colon F(U_{2})\rightarrow F(U_{1})} är de inducerade homomorfierna gäller {\displaystyle f_{31}=f_{21}\circ f_{32}}
2. Om {\displaystyle U=\bigcup U_{i}} är en övertäckning av U och {\displaystyle f_{i}} är avbildningen inducerad av inklusionen {\displaystyle U_{i}\rightarrow U} och {\displaystyle s\in F(U)} är sådan att {\displaystyle f_{i}(U)=0} för varje i gäller {\displaystyle s=0}
3. Om {\displaystyle U=\bigcup U_{i}} är en övertäckning av U, {\displaystyle f_{i}} är avbildningen inducerad av inklusionen {\displaystyle U_{i}\rightarrow U}, {\displaystyle f_{ij}} är avbildningen inducerad av inklusionen {\displaystyle U_{i}\cap U_{j}\rightarrow U_{i}} och {\displaystyle s_{i}\in F(U_{i})} är givna sådana att {\displaystyle f_{ij}(s_{i})=f_{ji}(s_{j})} för varje i,j existerar {\displaystyle s\in F(U)} så att {\displaystyle f_{i}(s)=s_{i}} för varje i.

## Exempel
- För ett topologiskt rum X är funktionen som associerar till varje öppen mängd U mängden av funktioner från U till R (de reella talen) en kärve, med restriktion av funktioner som restriktionsavbildning.
- På en differentierbar mångfald (eller algebraisk varietet) X är funktionen som associerar till en öppen mängd U vektorfälten på U en kärve, med restriktion av vektorfält som restriktionsavbildning. Denna kallas tangentkärven till X.
- Given ett topologiskt rum och en abelsk grupp A, så är funktionen som associerar till varje öppen mängd U mängden av kontinuerliga funktioner från U till A där A givits den diskreta topologin en kärve, med restriktion av funktioner som restriktionsavbilning. Denna kärve kallas den konstanta kärven med koefficienter i A.